# Eupholidoptera mariannae
Eupholidoptera mariannae är en insektsart som beskrevs av Willemse, F.M.H. och K.-g. Heller 2001. Eupholidoptera mariannae ingår i släktet Eupholidoptera och familjen vårtbitare. Inga underarter finns listade i Catalogue of Life.